# 针尾绿鸠
针尾绿鸠（学名：Treron apicauda）为鸠鸽科绿鸠属的鸟类。分布于喜马拉雅山脉以南、以至印度、中南半岛至马来半岛以及中国大陆的四川、云南等地，一般生活于山区常绿阔叶林中。该物种的模式产地在喜马拉雅山脉东南地区。

## 保护
- 中国国家重点保护动物等级：二级

## 亚种
- 针尾绿鸠指名亚种（学名：Treron apicauda apicauda）。分布于自印度至缅甸以及中国大陆的四川、云南等地。该物种的模式产地在喜马拉雅东南部。[3]
- 针尾绿鸠滇南亚种（学名：Treron apicauda laotinus）。分布于中南半岛以及中国大陆的云南等地。该物种的模式产地在老挝。[4]